# Поселение (Россия)
Поселение или административное поселение — как правило, внутрирайонная административно-территориальная или территориальная единица в некоторых регионах России. В основном соответствует административным округам сельским, поселковым и (реже) городским, сельсоветам, поссоветам и реже горсоветам. На муниципальном уровне поселениям обычно соответствуют муниципальные образования со статусом сельских и городских поселений.
Поселения как территориальные единицы образованы также в составе двух административных округов города Москвы.

## Город федерального значенияМосква
Поселения Москвы — территориальные единицы, которые сформированы с 1 июля 2012 года на территориях, включённых в состав Москвы из Московской области в ходе реализации расширения, в составе двух новых административных округов — Новомосковского и Троицкого, с учётом исторических, географических, градостроительных особенностей соответствующих территорий, численности населения, социально-экономических характеристик, расположения транспортных коммуникаций, наличия инженерной инфраструктуры и других особенностей территории.
В общей сложности на территории Москвы насчитывается 21 поселение. 2 поселения образованы из городов областного подчинения Троицка и Щербинки; 3 поселения (Московский, Кокошкино и Киевский) — из города районного подчинения (Московский) и посёлков городского типа (дачный посёлок Кокошкино, рабочий посёлок Киевский) с административной территорией (подчинёнными населёнными пунктами).

## Республики

### Алтай
Сельские поселения в составе районов (аймаков) Республики Алтай  выделяются как административно-территориальные единицы.

### Тыва
В составе районов (кожуунов) Тывы выделяются как административно-территориальные единицы городские и сельские поселения (сумоны).
Сумон (сельское поселение) — административно-территориальная единица, состоящая из одного или нескольких объединённых общей территорией сельских населенных пунктов, наименование, границы и административный центр которой совпадают с наименованием, границами и административным центром муниципального образования, наделенного статусом сумона.
Городские поселения:
- города районного (кожуунного) значения
  - Шагонар
  - с административно входящими в состав арбанами (сельскими населёнными пунктами): Туран, Чадан;
- посёлок городского типа
  - с административном входящим в состав арбаном: Каа-Хем.

### Чувашия
В составе районов выделяются как административно-территориальные единицы городские и сельские поселения.
Городское поселение — один или несколько объединённых общей территорией населённых пунктов, которые исходя из социально-экономического и культурно-исторического значения наделены в установленном порядке статусом городского поселения.
Сельское поселение — один или несколько объединённых общей территорией населённых пунктов, расположенных в сельской местности.
При этом в составе Вурнарского, Ибресинского и Урмарского городских поселений городское население отсутствует, поскольку законодательно в Чувашии посёлки городского типа определяются как сельские населённые пункты.

### Якутия
Спецификой административно-территориального устройства Якутии является отнесение определение городских и сельских поселений как административно-территориальных единиц низового уровня, то есть городских и сельских населённых пунктов.
К городским поселениям относятся: 
- города республиканского подчинения (в том числе входящие в состав районов);
- города улусного (районного) подчинения;
- посёлки городского типа (рабочие посёлки).

К сельским поселениям относятся сёла.

## Края

### Краснодарский край
Под поселениями как административно-территориальными единицами Краснодарского края понимаются сельские, поселковые и станичные административные округа, не расположенные на территории муниципального образования городского округа.

### Ставропольский край
Спецификой административно-территориального (территориального) устройства края в новой редакции соответствующего закона и постановления правительства к нему является отнесение муниципальных образований к административно-территориальным единицам края, с одной стороны, и отнесение районов и городов краевого значения к территориальным единицам края, с другой стороны. До 2020 года в числе муниципальных, а следовательно, и административно-территориальных образований значились муниципальные районы и в их составе сельские поселения (сельсоветы), городские поселения. С 2015 по 2020 годы муниципальные районы и все входившие в их состав поселения были упразднены с преобразованием в городские и муниципальные округа. Сельсоветы, а также структуры вида «город/посёлок городского типа + подчинённые сельские населённые пункты» в качестве территориальных единиц не выделяются, несмотря на их существование в ОКАТО.

## Области

### Амурская область
Муниципальные образования, в том числе городские и сельские поселения внутри муниципальных районов, выделяются в качестве разновидности административно-территориальных единиц согласно Закону «О порядке решения вопросов административно-территориального устройства Амурской области».
Городское поселение — город или посёлок, в котором местное самоуправление осуществляется населением непосредственно и (или) через выборные и иные органы местного самоуправления.
Сельское поселение — один или несколько объединённых общей территорией сельских населённых пунктов (посёлков, сел, деревень и других сельских населённых пунктов), в которых местное самоуправление осуществляется населением непосредственно и (или) через выборные и иные органы местного самоуправления.

### Воронежская область
Административно-территориальное и муниципальное устройство Воронежской области полностью совпадает (за исключением территориальных районов Воронежа), совпадают и наименования административно-территориальных единиц и муниципальных образований, соответственно, выделяются внутри районов (муниципальных районов) городские и сельские поселения.

### Костромская область
Поселение — административно-территориальная единица, имеющая в фиксированных границах один или несколько объединённых общей территорией населённых пунктов. Границы поселений, как правило, должны совпадать с границами муниципальных образований со статусом сельских поселений. Границы поселения могут совпадать с границами муниципальных образований со статусом городских поселений.
Как поселения не определяются структуры Макарьев, Поназырево, Сусанино, Кологрив, состоящие из городских населённых пунктов и подчинённых им сельских. 
Сохранены поселения Мантуровского района, на муниципальном уровне преобразованного в городской округ Мантурово: Знаменское, Леонтьевское, Октябрьское, Подвигалихинское, Самыловское.
27 ноября 2018 года муниципальное образование сельское поселение Суховерховское Кологривского района было присоединено к городскому поселению городу Кологриву. На административном уровне границы Суховерховского поселения совпадают с границами муниципального образования городского поселения города Кологрива, административный центр поселения находится в деревне Суховерхово.

### Ленинградская область
Согласно Закону «Об административно-территориальном устройстве Ленинградской области и порядке его изменения», муниципальные образования, в том числе городские и сельские поселения, являются видами административно-территориальных единиц и, за исключением административного округа, в границах совпадают с собственно административно-территориальными единицами.
В ОКАТО городские и сельские поселения Ленинградской области отсутствуют.

### Московская область
В составе Московской области сельские поселения как территориальные единицы существовали до 2019 года. С 2015 по 2019 год все районы были преобразованы в города и посёлки городского типа областного подчинения, сельские поселения, а также структуры вида «город/посёлок городского типа + административно подчинённые сельские населённые пункты» были упразднены.

### Новгородская область
Поселение — административно-территориальная единица, имеющая в фиксированных границах один или несколько объединённых общей территорией сельских населённых пунктов.
Поселения не образуются вокруг городов и посёлков городского типа (рабочих посёлков), которые являются или являлись единственными населёнными пунктами соответствующих муниципальных образований (Боровичи, Пестово, Холм, Чудово, Демянск, Панковка, Хвойная).
Сохранены поселения Волотовского, Марёвского, Солецкого и Хвойнинского районов, в марте 2020 года на муниципальном уровне преобразованных с входившими в их состав городским и сельскими поселениями в муниципальные округа.

### Новосибирская область
Муниципальные образования Новосибирской области, в том числе городские и сельские поселения, рассматриваются в системе административно-территориального устройства.

### Псковская область
В Псковской области выделяются административные городские и сельские поселения, совпадающие в границах с соответствующими муниципальными образованиями.

### Ростовская область
Административно-территориальное и муниципальное устройство Воронежской области полностью совпадает (за исключением районов Ростова-на-Дону), совпадают и наименования административно-территориальных единиц и муниципальных образований, соответственно, выделяются внутри районов (муниципальных районов) городские и сельские поселения.

### Рязанская область
Наименование «сельское поселение» встречается в Реестре административно-территориальных единиц в качестве альтернативного варианта наименования сельских округов, причём названия сельских поселений как административных единиц совпадают с названиями соответствующих муниципальных образований.

### Самарская область
Спецификой административно-территориального устройства Самарской области является определение поселений как населённых пунктов.
Населённый пункт (поселение) — часть территории, имеющая сосредоточенную застройку в пределах установленной границы и служащая постоянным местом проживания людей.
Городской населённый пункт (городское поселение) — населённый пункт, который, исходя из характера занятий большинства его жителей, отнесён в установленном законодательством области порядке, к категории городов или посёлков городского типа, рабочих, курортных, дачных посёлков.
Сельский населённый пункт (сельское поселение) — населённый пункт (село, деревня, посёлок сельского типа, хутор, посёлок при железнодорожной станции, кордон, иные территории в поселениях), который не отнесён к городским поселениям.

### Смоленская область
До 19 декабря 2019 года муниципальные образования, в том числе городские и сельские поселения, рассматривались в качестве административно-территориальных единиц. 19 декабря 2019 года заменены административно-территориальными единицами вида «город/посёлок городского и (при их существовании) сельские населённые пункты, находящиеся в административном подчинении города/посёлка городского типа» и «сельские населённые пункты» (сгруппированы и пронумерованы в соответствии с сельскими поселениями).

### Тверская область
Поселение (городское или сельское) — административно-территориальная единица, границы которой совпадают с границами муниципального образования, наделённого в соответствии с законом Тверской области статусом городского или сельского поселения, имеющая в пределах границы своей территории территориальные единицы.